# Psydrax umbellata
Psydrax umbellata là một loài thực vật có hoa trong họ Thiến thảo. Loài này được (Wight) Bridson miêu tả khoa học đầu tiên năm 1993.

## Hình ảnh

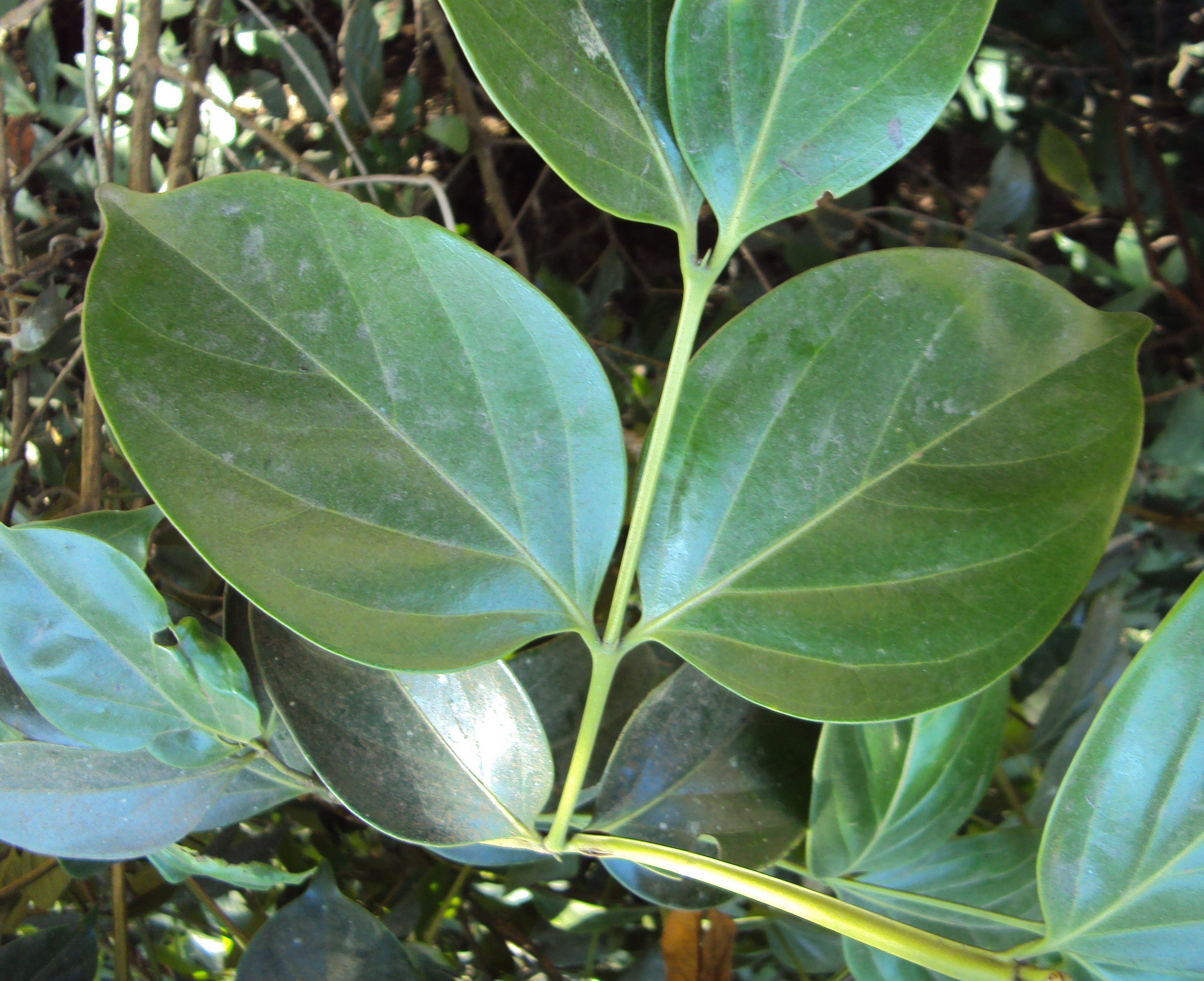
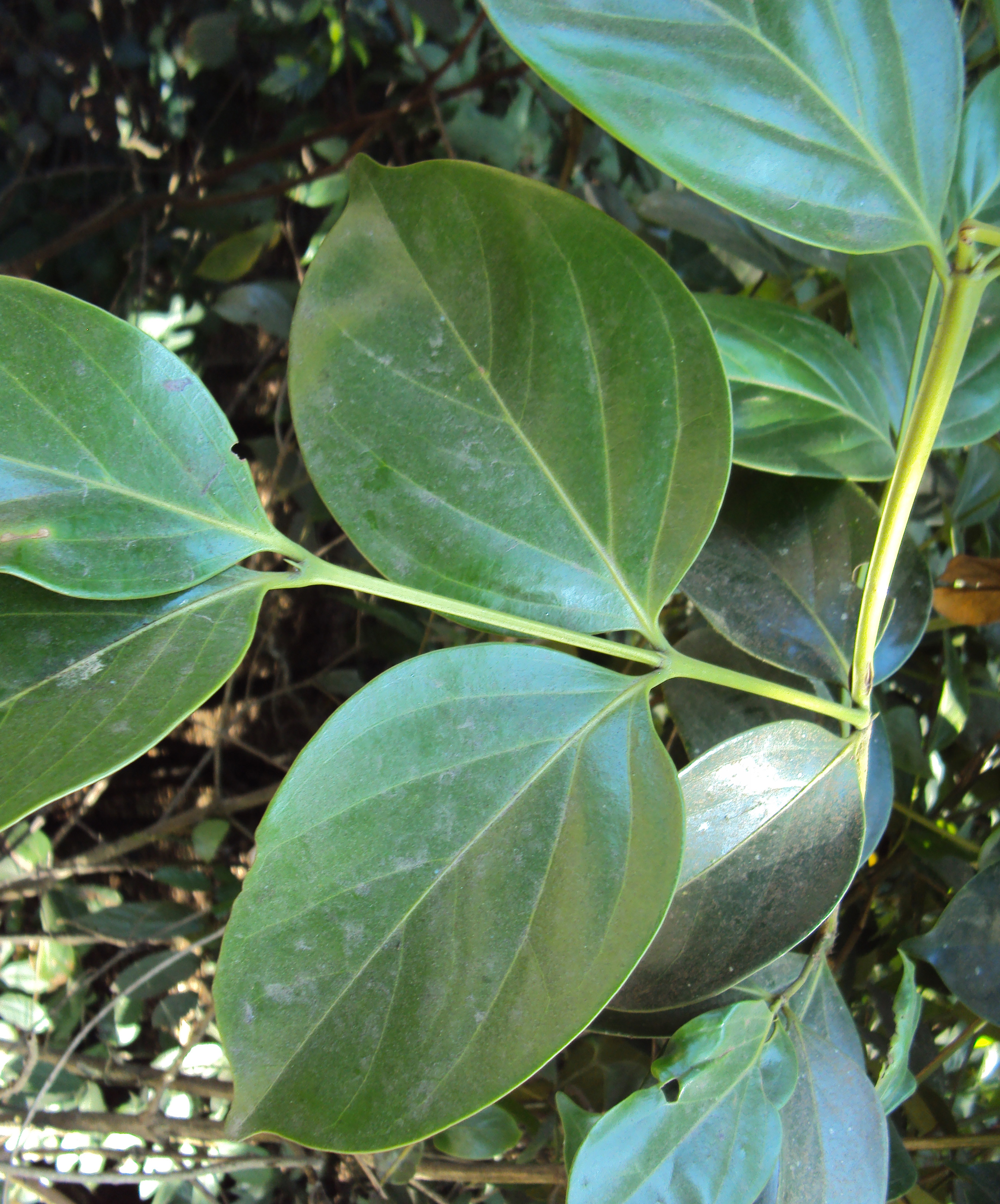
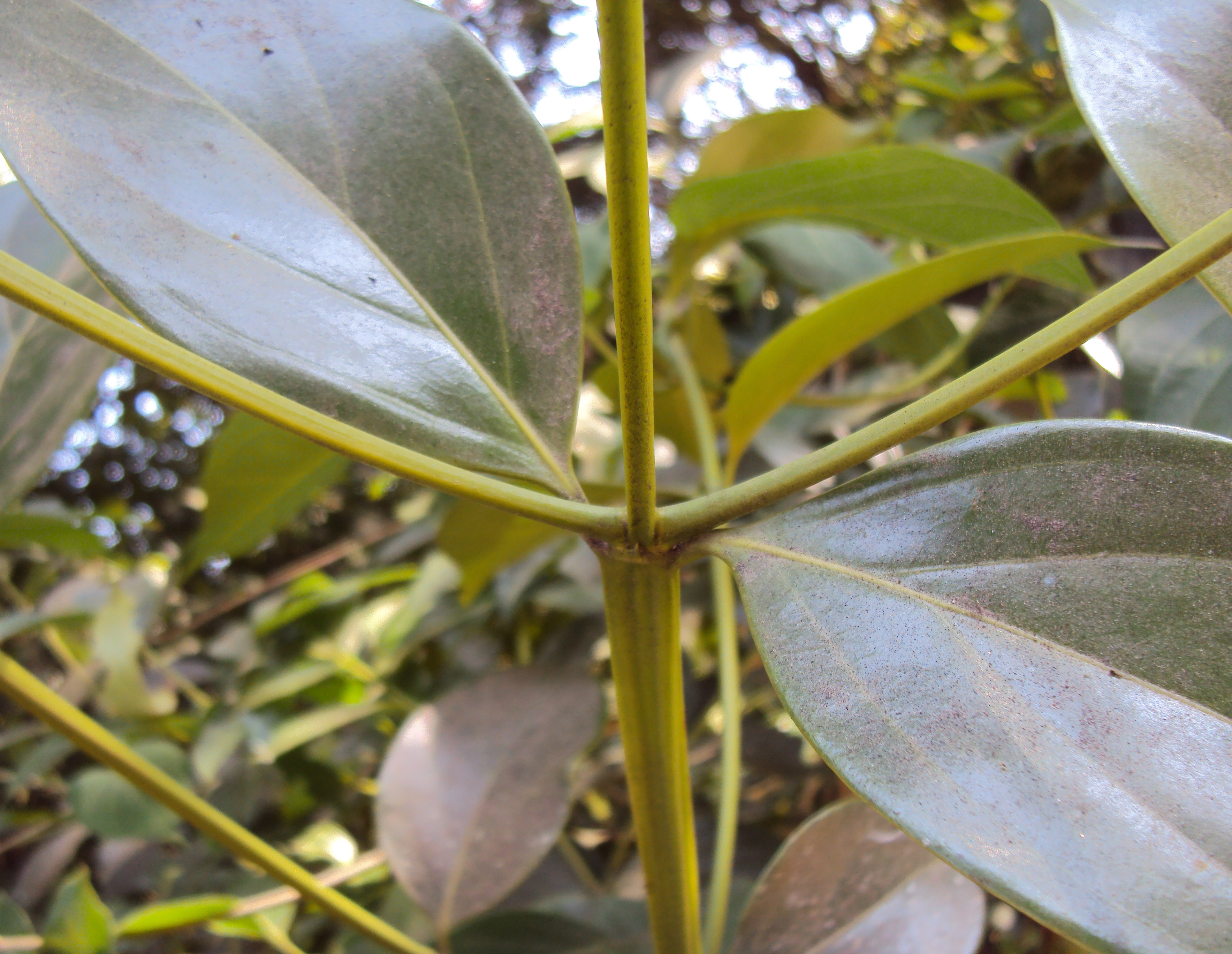
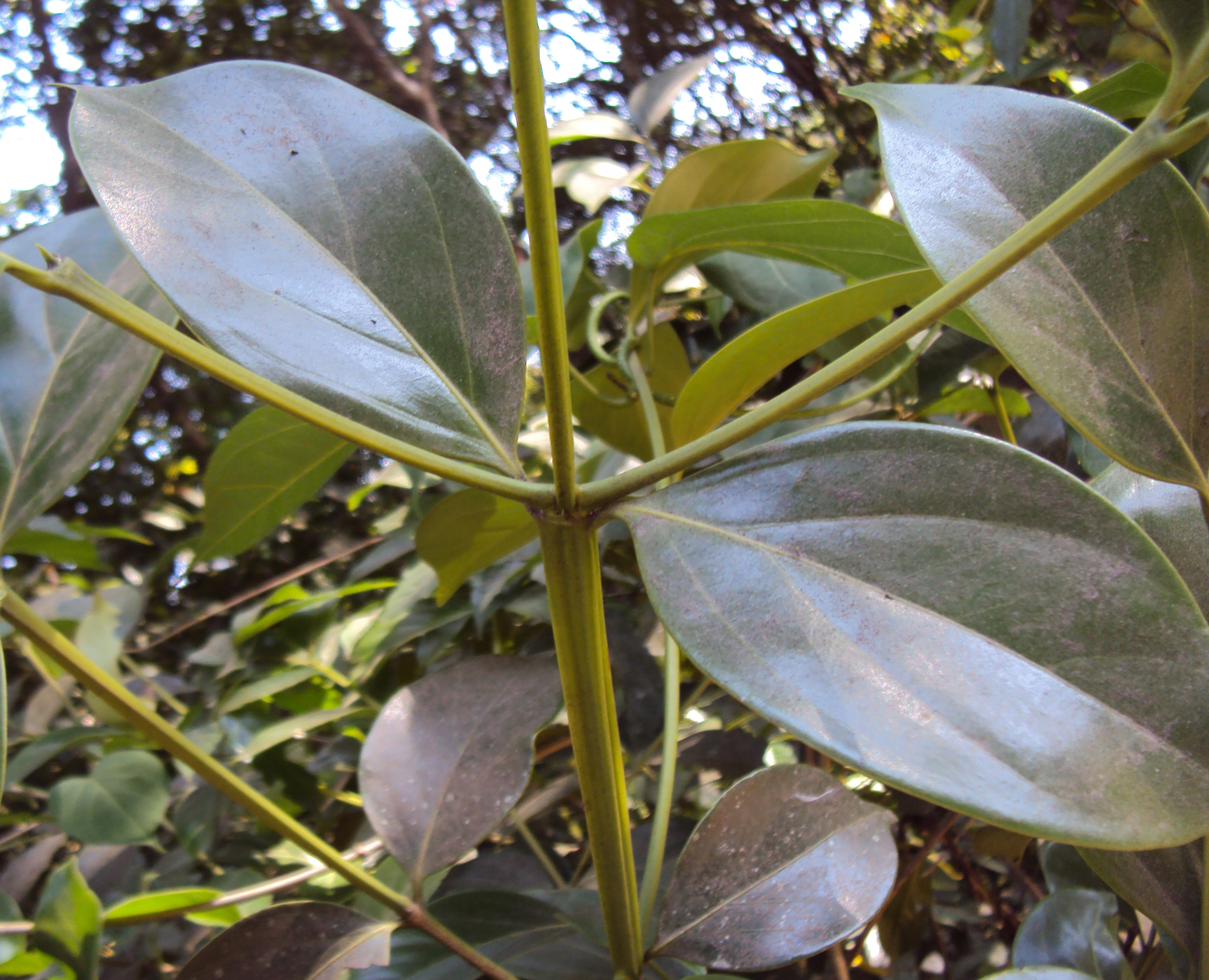